# Pseudoptilolepis nigripoda
Pseudoptilolepis nigripoda är en tvåvingeart som beskrevs av John Otterbein Snyder 1949. Pseudoptilolepis nigripoda ingår i släktet Pseudoptilolepis och familjen husflugor. Inga underarter finns listade i Catalogue of Life.